# 悪意のあるソフトウェアの削除ツール
悪意のあるソフトウェアの削除ツール（あくいのあるソフトウェアのさくじょツール、英語: Malicious Software Removal Tool）とは、マイクロソフトが無料で配布しているWindows対応のコンピュータウイルス除去ツールである。初版は2005年1月13日にリリースされた。コンピューターに多種多様なマルウェアが無いかスキャンし、感染している場合は除去を試みる。Windows Updateで自動的に配布されるが、手動でダウンロードすることもできる。
通常、Windows Updateによる米国向け月例パッチの配布日と同じ毎月第2火曜日にアップデートされ、Windows Updateを通して配布された後、一回バックグラウンドでスキャンされ、もし「悪意のあるソフトウェア」が見つかった場合はレポートされる。また、ユーザーはMicrosoft ダウンロード センターから手動でダウンロードすることもできる。スキャン結果は「%windir%\debug\mrt.log」にあるログファイルに記録される。手動で起動する場合はスタートメニューからコマンドプロンプトかファイル名を指定して実行で「mrt.exe」と入力して実行する。
「悪意のあるソフトウェア」が見つかった場合、感染に関する匿名データがマイクロソフトに送信される設定にされており、この挙動はソフトウェア利用許諾契約でも明記されているが任意に無効化することもできる。
2006年6月にマイクロソフトは、2005年1月以降、ツールを実行した2億7千万台のWindowsコンピューターのうち感染があった570万台から1600万の「悪意のあるソフトウェア」が削除され、平均311台に1台の割合で削除されていると発表した。さらに2009年5月19日までに859,842台のコンピューターでキーロガーをこのツールが削除したと発表している。

## 参考
- “Windows 悪意のあるソフトウェアの削除ツールで流行している特定の悪質なソフトウェアを削除する”. Microsoft Support.  マイクロソフト. 2011年7月13日閲覧。
- Horowitz, Michael (2009年2月6日). “What you don't know about the Windows Malicious Software Removal Tool”.   Computerworld. 2011年7月13日閲覧。